# Gran Premio motociclistico d'Argentina 1998
Il Gran Premio motociclistico d'Argentina 1998 corso il 25 ottobre, è stato il quattordicesimo e ultimo Gran Premio della stagione 1998 del motomondiale ed ha visto vincere Mick Doohan nella classe 500, Valentino Rossi nella classe 250 e Tomomi Manako nella classe 125.
Al termine del Gran Premio viene assegnato anche l'ultimo titolo non ancora conquistato matematicamente, quello della 250, che viene vinto da Loris Capirossi, non senza strascichi di polemiche dovute ad un sorpasso ai danni di Tetsuya Harada. Il pilota giapponese si piazzerà al terzo posto nella classifica generale della stagione, preceduto anche da Valentino Rossi; curiosamente questi ultimi due piloti avevano vinto un numero maggiore di gran premi rispetto al vincitore del titolo.

## Classe 500

### Arrivati al traguardo
| Pos | Nº | Pilota                   | Squadra                | Motocicletta | Giri | Tempo     | Griglia | Punti |
| --- | -- | ------------------------ | ---------------------- | ------------ | ---- | --------- | ------- | ----- |
| 1   | 1  | Mick Doohan              | Repsol Honda           | Honda        | 27   | 47:07.332 | 1       | 25    |
| 2   | 2  | Tadayuki Okada           | Repsol Honda           | Honda        | 27   | +4.762    | 2       | 20    |
| 3   | 9  | Alex Barros              | Honda Gresini          | Honda        | 27   | +5.590    | 8       | 16    |
| 4   | 5  | Norifumi Abe             | Yamaha Team Rainey     | Yamaha       | 27   | +27.685   | 17      | 13    |
| 5   | 6  | Max Biaggi               | Marlboro Team Kanemoto | Honda        | 27   | +30.254   | 14      | 11    |
| 6   | 55 | Régis Laconi             | Red Bull Yamaha WCM    | Yamaha       | 27   | +30.441   | 5       | 10    |
| 7   | 12 | Jean-Michel Bayle        | Yamaha Team Rainey     | Yamaha       | 27   | +30.647   | 6       | 9     |
| 8   | 8  | Carlos Checa             | MoviStar Honda Pons    | Honda        | 27   | +30.944   | 3       | 8     |
| 9   | 15 | Sete Gibernau            | Repsol Honda           | Honda        | 27   | +32.808   | 4       | 7     |
| 10  | 19 | John Kocinski            | MoviStar Honda Pons    | Honda        | 27   | +41.714   | 10      | 6     |
| 11  | 10 | Kenny Roberts Jr         | Team Roberts           | Modenas KR3  | 27   | +46.746   | 11      | 5     |
| 12  | 3  | Nobuatsu Aoki            | Suzuki Grand Prix      | Suzuki       | 27   | +48.264   | 13      | 4     |
| 13  | 11 | Simon Crafar             | Red Bull Yamaha WCM    | Yamaha       | 27   | +1:02.063 | 16      | 3     |
| 14  | 17 | Jurgen van den Goorbergh | Dee Cee Jeans Racing   | Honda        | 27   | +1:03.255 | 15      | 2     |
| 15  | 28 | Ralf Waldmann            | Marlboro Team Roberts  | Modenas KR3  | 27   | +1:06.271 | 12      | 1     |
| 16  | 22 | Sébastien Gimbert        | Tecmas Honda Elf       | Honda        | 27   | +1:27.889 | 18      |       |
| 17  | 23 | Matt Wait                | F.C.C. TSR             | Honda        | 27   | +1:27.960 | 20      |       |
| 18  | 14 | Juan Borja               | Shell Advance Racing   | Honda        | 27   | +1:28.404 | 19      |       |
| 19  | 42 | Craig Connell            | Shell Advance Racing   | Honda        | 26   | +1 giro   | 21      |       |
| 20  | 57 | Fabio Carpani            | Polini Inoxmacel       | Honda        | 26   | +1 giro   | 23      |       |
| 21  | 71 | Juan Pablo Gianini       | Shell Advance Racing   | Honda        | 26   | +1 giro   | 24      |       |

### Ritirati
| Nº | Pilota        | Squadra           | Motocicletta | Giri | Griglia |
| -- | ------------- | ----------------- | ------------ | ---- | ------- |
| 4  | Àlex Crivillé | Repsol Honda      | Honda        | 17   | 7       |
| 20 | Luca Cadalora | Muz Roc RennSport | MuZ Weber    | 13   | 9       |

### Non partito
| Nº | Pilota      | Squadra              | Motocicletta | Griglia |
| -- | ----------- | -------------------- | ------------ | ------- |
| 88 | Scott Smart | Millar Honda Britain | Honda        | 22      |

## Classe 250

### Arrivati al traguardo
| Pos | Nº | Pilota            | Squadra                   | Motocicletta | Giri | Tempo     | Griglia | Punti |
| --- | -- | ----------------- | ------------------------- | ------------ | ---- | --------- | ------- | ----- |
| 1   | 46 | Valentino Rossi   | Nastro Azzurro Aprilia    | Aprilia      | 25   | 44:26.581 | 3       | 25    |
| 2   | 65 | Loris Capirossi   | Aprilia Grand Prix Racing | Aprilia      | 25   | +5.360    | 1       | 20    |
| 3   | 19 | Olivier Jacque    | Chesterfield Elf Tech 3   | Honda        | 25   | +27.096   | 2       | 16    |
| 4   | 5  | Tōru Ukawa        | Benetton Honda            | Honda        | 25   | +27.451   | 6       | 13    |
| 5   | 44 | Roberto Rolfo     | Scuderia AGV Carrizosa    | TSR-Honda    | 25   | +30.820   | 16      | 11    |
| 6   | 9  | Jeremy McWilliams | QUB Team Optimum          | TSR-Honda    | 25   | +41.816   | 9       | 10    |
| 7   | 12 | Noriyasu Numata   | Rizla Suzuki              | Suzuki       | 25   | +42.555   | 8       | 9     |
| 8   | 16 | Johan Stigefelt   | Rizla Suzuki              | Suzuki       | 25   | +42.708   | 11      | 8     |
| 9   | 21 | Franco Battaini   | Edo Racing                | Yamaha       | 25   | +43.148   | 7       | 7     |
| 10  | 37 | Luca Boscoscuro   | Scuderia AGV Carrizosa    | TSR-Honda    | 25   | +52.505   | 15      | 6     |
| 11  | 7  | Takeshi Tsujimura | Semprucci Biesse-Gro      | Yamaha       | 25   | +54.131   | 12      | 5     |
| 12  | 14 | Davide Bulega     | OXS Matteoni              | ERP-Honda    | 25   | +1:07.509 | 19      | 4     |
| 13  | 45 | Diego Giugovaz    | Docshop Racing            | Aprilia      | 25   | +1:12.506 | 18      | 3     |
| 14  | 18 | Osamu Miyazaki    | Edo Racing                | Yamaha       | 25   | +1:35.028 | 17      | 2     |
| 15  | 82 | Woolsey Coulter   | Padgetts HRC Shop         | Honda        | 25   | +1:37.371 | 21      | 1     |
| 16  | 22 | Matthieu Lagrive  | Chesterfield Elf Tech 3   | Honda        | 25   | +1:42.817 | 23      |       |
| 17  | 41 | Federico Gartner  | PR2 Mitsubishi Elaion     | Aprilia      | 25   | +1:45.353 | 24      |       |
| 18  | 97 | Diego Ruabén      | Honda-Castrol-Gregorio    | Honda        | 24   | +1 giro   | 25      |       |
| 19  | 96 | Leandro Mulet     | Pablo Lessio Competicion  | Yamaha       | 24   | +1 giro   | 27      |       |
| 20  | 98 | Gabriel Borgmann  | Recouso Oscar             | Yamaha       | 24   | +1 giro   | 28      |       |

### Ritirati
| Nº | Pilota              | Squadra                   | Motocicletta | Giri | Griglia |
| -- | ------------------- | ------------------------- | ------------ | ---- | ------- |
| 31 | Tetsuya Harada      | Aprilia Grand Prix Racing | Aprilia      | 24   | 4       |
| 6  | Haruchika Aoki      | F.C.C. TSR                | Honda        | 23   | 13      |
| 25 | Yasumasa Hatakeyama | Penguin Racing            | Honda        | 19   | 22      |
| 8  | Luis d'Antín        | Antena 3 Yamaha           | Yamaha       | 18   | 20      |
| 27 | Sebastián Porto     | PR2 Mitsubishi Elaion     | Aprilia      | 12   | 5       |
| 17 | José Luis Cardoso   | Antena 3 Yamaha           | Yamaha       | 11   | 10      |
| 4  | Stefano Perugini    | Castrol 250               | Honda        | 10   | 14      |
| 95 | Matias Rios         | Mitsubishi Mondial        | Yamaha       | 1    | 26      |

## Classe 125

### Arrivati al traguardo
| Pos | Nº | Pilota                 | Squadra                   | Motocicletta | Giri | Tempo     | Griglia | Punti |
| --- | -- | ---------------------- | ------------------------- | ------------ | ---- | --------- | ------- | ----- |
| 1   | 3  | Tomomi Manako          | UGT - 3000                | Honda        | 23   | 42:43.976 | 8       | 25    |
| 2   | 13 | Marco Melandri         | Benetton Matteoni         | Honda        | 23   | +0.566    | 2       | 20    |
| 3   | 10 | Lucio Cecchinello      | Givi Honda LCR            | Honda        | 23   | +1.137    | 16      | 16    |
| 4   | 20 | Masao Azuma            | Mac Motors Liegeois Comp. | Honda        | 23   | +1.191    | 10      | 13    |
| 5   | 4  | Kazuto Sakata          | UGT 3000                  | Aprilia      | 23   | +16.111   | 3       | 11    |
| 6   | 32 | Mirko Giansanti        | OXS Matteoni              | Honda        | 23   | +16.314   | 4       | 10    |
| 7   | 21 | Arnaud Vincent         | Scrab Competition         | Aprilia      | 23   | +21.921   | 7       | 9     |
| 8   | 5  | Masaki Tokudome        | Docshop Racing            | Aprilia      | 23   | +22.833   | 13      | 8     |
| 9   | 2  | Noboru Ueda            | Givi Honda LCR            | Honda        | 23   | +23.597   | 11      | 7     |
| 10  | 8  | Gianluigi Scalvini     | Polini Inoxmacel          | Honda        | 23   | +23.922   | 15      | 6     |
| 11  | 26 | Ivan Goi               | Vasco Rossi Racing        | Aprilia      | 23   | +23.958   | 14      | 5     |
| 12  | 23 | Gino Borsoi            | Motoracing                | Aprilia      | 23   | +27.543   | 12      | 4     |
| 13  | 9  | Frédéric Petit         | UGT 3000 - RMS            | Honda        | 23   | +27.720   | 6       | 3     |
| 14  | 62 | Yoshiaki Katō          | Semprucci Biesse-Gro      | Yamaha       | 23   | +27.822   | 22      | 2     |
| 15  | 41 | Yōichi Ui              | Yamaha Kurz Aral          | Yamaha       | 23   | +42.461   | 5       | 1     |
| 16  | 17 | Enrique Maturana       | Yamaha Kurz Aral          | Yamaha       | 23   | +52.756   | 21      |       |
| 17  | 22 | Steve Jenkner          | Marlboro Team ADAC        | Aprilia      | 23   | +54.889   | 20      |       |
| 18  | 39 | Jaroslav Huleš         | UGT 3000                  | Honda        | 23   | +55.022   | 19      |       |
| 19  | 94 | Cristiano Irias-Vieira | Matsuo-Daido-Yuasa-tam    | Honda        | 22   | +1 giro   | 26      |       |
| 20  | 97 | Silvio Zequim          | Motul/Motosistemi         | Honda        | 22   | +1 giro   | 27      |       |

### Ritirati
| Nº | Pilota            | Squadra              | Motocicletta | Giri | Griglia |
| -- | ----------------- | -------------------- | ------------ | ---- | ------- |
| 15 | Roberto Locatelli | Polini Inoxmacel     | Honda        | 10   | 1       |
| 16 | Christian Manna   | Semprucci Biesse-Gro | Yamaha       | 7    | 24      |
| 65 | Andrea Iommi      | Team Pileri          | Honda        | 6    | 18      |
| 29 | Ángel Nieto Jr    | Via Digital Team     | Aprilia      | 5    | 23      |
| 14 | Federico Cerroni  | Scuderia Alfa Nolan  | Aprilia      | 5    | 25      |
| 59 | Jerónimo Vidal    | Valencia Aspar       | Aprilia      | 2    | 17      |

### Non partito
| Nº | Pilota          | Squadra          | Motocicletta | Griglia |
| -- | --------------- | ---------------- | ------------ | ------- |
| 7  | Emilio Alzamora | Via Digital Team | Aprilia      | 9       |

### Non qualificato
| Nº | Pilota       | Squadra              | Motocicletta |
| -- | ------------ | -------------------- | ------------ |
| 95 | Cesar Barros | Amauri-Revista Moto! | Honda        |